# Anthidium tenuiflorae
Anthidium tenuiflorae es una especie de abeja del género Anthidium, familia Megachilidae. Fue descrita científicamente por Cockerell en 1907.

## Sinónimos
Los sinónimos de esta especie incluyen:
- Anthidium tenuiflorae yukonense Cockerell, 1926

## Distribución geográfica
Esta especie habita en América Media y del Norte.